# Шаббана (Іллінойс)
Шаббана (англ. Shabbona) — селище (англ. village) в США, в окрузі Декальб штату Іллінойс. Населення — 863 особи (2020).

## Географія
Шаббана розташована за координатами 41°45′54″ пн. ш. 88°52′35″ зх. д. / 41.76500° пн. ш. 88.87639° зх. д. (41.765067, -88.876322).  За даними Бюро перепису населення США в 2010 році селище мало площу 2,15 км², з яких 2,14 км² — суходіл та 0,00 км² — водойми. В 2017 році площа становила 3,30 км², з яких 3,29 км² — суходіл та 0,00 км² — водойми.

## Демографія
Згідно з переписом 2010 року, у селищі мешкало 925 осіб у 367 домогосподарствах у складі 237 родин. Густота населення становила 431 особа/км².  Було 396 помешкань (184/км²).
Расовий склад населення:
| - 97,8 % — білих - 0,6 % — корінних американців - 0,2 % — чорних або афроамериканців - 0,1 % — азіатів |

До двох чи більше рас належало 0,6 %. Частка іспаномовних становила 1,6 % від усіх жителів.
За віковим діапазоном населення розподілялося таким чином: 20,9 % — особи молодші 18 років, 55,2 % — особи у віці 18—64 років, 23,9 % — особи у віці 65 років та старші. Медіана віку мешканця становила 46,3 року. На 100 осіб жіночої статі у селищі припадало 83,9 чоловіків;  на 100 жінок у віці від 18 років та старших — 82,5 чоловіків також старших 18 років.
Середній дохід на одне домашнє господарство  становив 59 307 доларів США (медіана — 51 944), а середній дохід на одну сім'ю — 76 196 доларів (медіана — 72 292). Медіана доходів становила 50 795 доларів для чоловіків та 36 389 доларів для жінок. За межею бідності перебувало 6,9 % осіб, у тому числі 4,5 % дітей у віці до 18 років та 5,5 % осіб у віці 65 років та старших.
Цивільне працевлаштоване населення становило 455 осіб. Основні галузі зайнятості: освіта, охорона здоров'я та соціальна допомога — 26,4 %, виробництво — 14,9 %, мистецтво, розваги та відпочинок — 10,5 %, роздрібна торгівля — 9,7 %.